# Disocactus lodei
Disocactus lodei, es una especie de planta suculenta perteneciente al género Disocactus, dentro de la familia Cactaceae. Es endémica de Guatemala (concretamente del departamento de Quetzaltenango).

## Descripción
Disocactus lodei es una especie de cactus litofíta que se desarrolla sobre superficies rocosas. Es arbustivo, se ramifica desde la base y tienen la epidermis de color verde a verde amarillento.
Los tallos son erguidos o ascendentes, de sección triangular y raramente aplanados. Miden aproximadamente de 40 a 70 cm de largo y de 3 a 5 cm de ancho, con 3-4 costillas de 1 cm de ancho en la base. Tienen el borde agudamente crenulado (con dientes redondeados). Sobre ellos se asientan areolas ovadas de aproximadamente 3 mm de diámetro, de color blanquecino, tomentosas y separadas entre sí por 2-3 cm. Tienen de 8 a 17 espinas, que van de setosas a ligeramente subcoriáceas, miden de 9 a 11 mm de largo y son de color marrón. 
Las flores son diurnas, tienen forma de embudo y permanecen abiertas durante 2 días. Miden de 18 a 21 cm de largo, de 14 a 17 cm de ancho y son ligeramente perfumadas. El pericarpelo (ovario) mide de 15 a 17 cm de largo y tiene escamas y espinas. El tubo floral (receptáculo) mide hasta 5 cm de longitud, con una cámara nectarífera rayada de 4 cm de largo y de color amarillento. 
Los tépalos internos del perianto miden de 6 a 7 cm de largo y son de color anaranjado-amarillento, y los externos, miden de 7,5 a 9 cm de longitud y son de color anaranjado. Los estambres son de color blanco y lila pálido, y aparecen dispuestos en dos series: los de la base miden hasta 9 cm de largo y los apicales de 4 a 6 cm. Las anteras miden de 2,5 a 3 mm de largo, el estilo de 14 a 17 cm y el estigma presenta de 8 a 10 lóbulos.

## Distribución y hábitat
El área de distribución nativa de esta especie es Guatemala (concretamente en el departamento de Quetzaltenango) y habita principalmente en el bioma tropical húmedo, a altitudes superiores de los 2000 metros sobre el nivel del mar.
La planta crece sobre superficies rocosas como litófita y se suele encontrar en acantilados de basaltos, en el interior de bosques nubosos de la cadena volcánica paralela al Océano Pacífico. Sus raíces se incrustan en las rocas para anclarse y fijarse, por lo que su único acceso a la humedad y los nutrientes proviene de la lluvia y los excrementos que caen desde arriba.

## Taxonomía
Disocactus lodei fue descrita por los botánicos Luis Eduardo Velásquez Méndez, Raúl Puente y Mario Esteban Véliz Pérez, y publicada por primera vez en la revista científica Cactus-Aventures International 104: 2–6, f. 1–3 en 2014.
Etimología
- Disocactus: nombre genérico formado a partir de las palabras griegas dis (que significa 'dos veces'), isos (que significa 'igual) y kaktos (que significa 'cardo' o 'planta espinosa'), en alusión a los tallos aplanados con forma de hoja (con dos lados idénticos) que presentan las especies de este género.[5]
- lodei: epíteto específico otorgado en honor al botánico francés Joël Lodé, amante de las cactáceas y suculentas del mundo.[6]

## Usos
Esta planta se cultiva de forma limitada como ornamental por cactófilos y jardineros locales en Guatemala desde hace varias décadas, aunque todavía no se ha extendido a Estados Unidos. Su propagación suele hacerse mediante esquejes.